# 穴棲微盤獅子魚
穴棲微盤獅子魚，為輻鰭魚綱鮋形目杜父魚亞目獅子魚科的其中一種，分布於北太平洋區，包括鄂霍次克海、白令海、阿留申群島、千島群島、堪察加半島、北海道等海域，棲息深度1130-1800公尺，為深海底棲性魚類，體長可達34.3公分，屬肉食性，生活習性不明。

## 擴展閱讀
維基物種上的相關：穴棲微盤獅子魚